# Hebert Silva Santos
Hebert Silva Santos (sinh ngày 23 tháng 5 năm 1991) là một cầu thủ bóng đá người Brasil thi đấu cho JEF United Chiba ở vị trí hậu vệ.

## Sự nghiệp câu lạc bộ
Sinh ra ở Barra Mansa, Hebert khởi đầu sự nghiệp cùng với Vasco, nhưng lại được cho mượn đến các đội bóng Bồ Đào Nha, ra sân 36 lần cho  Trofense của Segunda Liga. Sau đó, anh được mua lại bởi đội bóng tại Giải bóng đá vô địch quốc gia Bồ Đào Nha Braga, và không được nằm trong đội một.
Ngày 17 tháng 1 năm 2014, anh gia nhập Piast Gliwice với hợp đồng cho mượn 6 tháng, chỉ được kí vĩnh viễn ở mùa giải sau đó.